# Gustaaf van Wasa

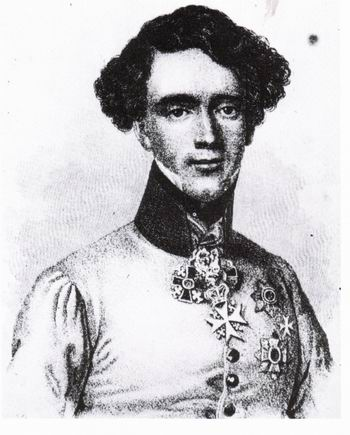
Gustaaf van Holstein-Gottrop in 1820

Gustaaf van Holstein-Gottorp, vanaf 1829: Gustaaf van Wasa (Stockholm, 9 november 1799 – Pillnitz, 4 augustus 1877) was kroonprins van Zweden van 1799 tot 1809. Hij was een zoon van koning Gustaaf IV Adolf en Frederika van Baden.
In 1809 werd zijn vader afgezet en de familie vluchtte naar Wenen. Gustaaf ontving de titel graaf van Itterburg en diende in het Oostenrijks-Hongaarse leger. In 1829 beleende keizer Frans I van Oostenrijk hem met de titel prins van Wasa.
In 1828 verloofde Gustaaf zich met prinses Marianne van Oranje-Nassau, dochter van koning Willem I. Haar ouders vonden hem een geschikte kandidaat om zijn voorname, protestantse afkomst en om zijn vermogen (zo'n 20 miljoen gulden). Gustaaf werd tot generaal-majoor in het Nederlandse leger bevorderd en een huwelijk was in voorbereiding. Gustaaf was echter als oudste zoon van een afgezette koning in Zweden persona non grata en nadat Gustaaf bij de verloving ook nog was aangeduid als "Prins van Zweden" dreigde de regerende koning van Zweden (uit het Huis Bernadotte) de handelsbetrekkingen met Nederland te verbreken. Onder druk van de regering werd de verloving verbroken.
Op 9 november 1830 trouwde Gustaaf in Karlsruhe met prinses Louise van Baden. Het was geen gelukkig huwelijk. Het paar scheidde in 1844. Ze kregen twee kinderen:
- Lodewijk (Wenen, 3 maart – 7 maart 1832)
- Carola (Wenen, 1833 – Dresden 1907), trouwde in 1853 met de latere koning Albert van Saksen

Gustaaf overleed in 1877, 77 jaar oud. Zijn stoffelijk overschot werd in 1884 overgebracht naar Stockholm, waar het naast dat van zijn vader werd begraven.